# Batur

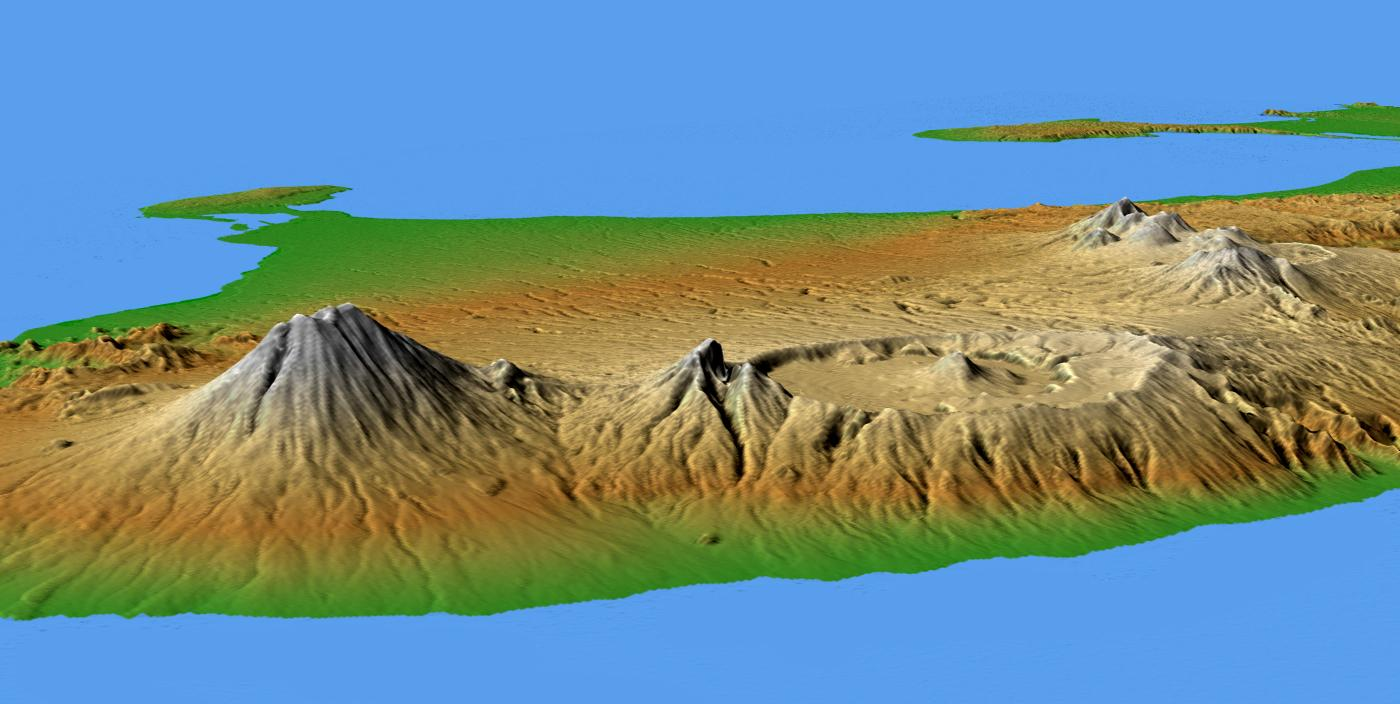
Montes Agung (3,148 metros, cumbre más alta) y Batur en la isla de Bali.

El monte Batur (gunung Batur) es un volcán activo ubicado en el centro de dos calderas concéntricas al noroeste del monte Agung en la isla de Bali, Indonesia. El lado sureste de la caldera más grande de 10 × 13 km contiene un lago de caldera. La caldera interior de 7,5 kilómetros de ancho, que se formó durante el emplazamiento de la ignimbrita de Bali (o Ubud), se ha fechado en aproximadamente 23,670 y hace 28,500 años.
La primera erupción documentada fue en 1804 y la más reciente, en 2000.

## Volcán activo, dentro de una caldera
La erupción que trajo a este volcán ser visible sobre el océano es uno de los más contundentes de la tierra. Este volcán está marcado por un techo colapsado, llamado caldera.
La pared sureste de la caldera interior se encuentra debajo del lago Batur. El conol de Batur se ha construido dentro de la caldera interna a una altura sobre el borde exterior de la caldera. El  estratovolcán Batur ha producido respiraderos en gran parte de la caldera interior, pero un sistema de fisura NE-SO ha localizado los cráteres Batur I, II y III a lo largo de la cresta de la cumbre. Las erupciones históricas se han caracterizado por actividad explosiva de leve a moderada, a veces acompañada de emisión de lava. Los flujos de lava basáltica desde los respiraderos de la cumbre y del flanco han alcanzado el suelo de la caldera y las orillas del lago Batur a lo largo de su historia.
La caldera contiene un estratovolcán activo de 700 metros de alto que se eleva sobre la superficie del lago Batur. La primera erupción documentada del Batur fue en 1804, y ha sido frecuentemente activa desde entonces, más recientemente en 2000. El campo de lava sustancial de la erupción de 1968 es visible hoy cuando se ve desde Kintamani, un pueblo en la cresta suroeste de la caldera.

## Red global de geoparques
El 20 de septiembre de 2012, la UNESCO incorporó la caldera del monte Batur a la red mundial de geoparques.